# Dakota Mathias

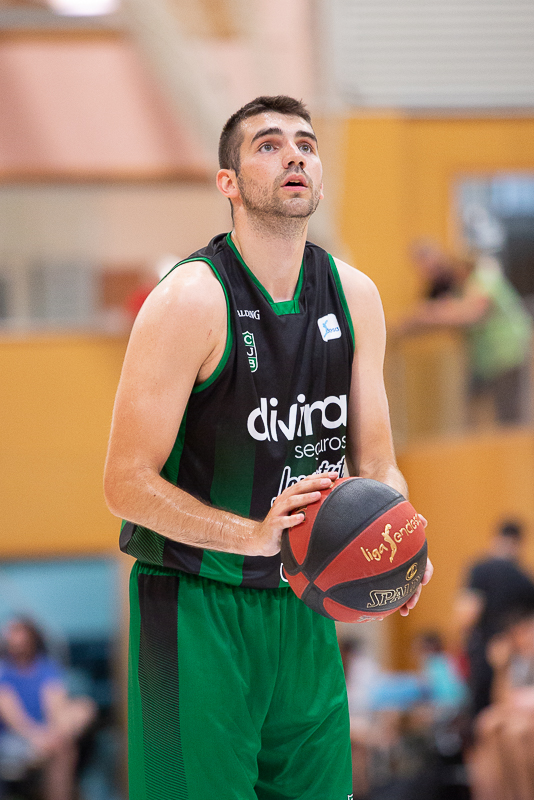
Dakota Mathias, 2018.

Dakota Daniel Mathias, född 11 juli 1995 i Lima i Ohio, är en amerikansk professionell basketspelare (SG) som spelar för Indiana Pacers i National Basketball Association (NBA). Han har tidigare spelat för Philadelphia 76ers och Memphis Grizzlies.
Mathias blev aldrig NBA-draftad.
Han har även spelat som proffs i Spanien och Tyskland.
Innan Mathias blev proffs studerade han på Purdue University och spelade för deras idrottsförening Purdue Boilermakers.